# G
G \ جي \ الحرف السابع من الأبجدية اللاتينية. لفظه يعتمد على سياق اللغة والكلمة، فينطق صوته طبقي وقفي مجهور (أص‌د‌ g) (جيمًا غير معطشة (جيم مصرية)) بالألمانية والفرنسية والإنجليزية ويقابلها كتابة ولفظا الحرف "گ" من الأبجدية الفارسية والأردية. وفي الإسبانيّة إمّا (خ) أو (هـ) اعتمادًا على المنطقة. إلخ.
وتُكتب الجيم غير المعطشة بطرق تختلف من بلد لآخر لأنّها غير موجودة في اللغة العربية الفصحى. يحتل الحرف المرتبة الثالثة عشرة في وجوده الكلمات الألمانية المستخدمة.[بحاجة لمصدر]